# Czułość wagi
Czułość wagi – kąt a o jaki odchyli się wskazówka wagi od położenia równowagi (położenia zerowego), gdy różnica między obciążeniem szalek jest jednostkowa (najczęściej 1 mg). Przy dokładnym ważeniu zmiana obciążenia powinna wywoływać możliwie duże wychylenie wskazówki.
{\displaystyle Czulosc.wagi={\frac {a}{P}}}
Czułość jest więc wprost proporcjonalna do długości ramion belki P, a odwrotnie proporcjonalna do ciężaru belki i odległości środka ciężkości belki i wskazówki od jej osi obrotu.